# Elaphoglossum skottsbergii
Elaphoglossum skottsbergii är en träjonväxtart som beskrevs av Vladimír Joseph Krajina. Elaphoglossum skottsbergii ingår i släktet Elaphoglossum och familjen Dryopteridaceae. Inga underarter finns listade.